# Страшник
Страшник (хорв. Strašnik) — населений пункт у Хорватії, в Сисацько-Мославинській жупанії у складі міста Петриня.

## Населення
Населення за даними перепису 2011 року становило 202 осіб. Динаміка чисельності населення поселення:

## Клімат
Середня річна температура становить 10,72 °C, середня максимальна – 24,68 °C, а середня мінімальна – -5,71 °C. Середня річна кількість опадів – 994 мм.
| Клімат поселення                              | Клімат поселення | Клімат поселення | Клімат поселення | Клімат поселення | Клімат поселення | Клімат поселення | Клімат поселення | Клімат поселення | Клімат поселення | Клімат поселення | Клімат поселення | Клімат поселення | Клімат поселення |
| Показник                                      | Січ.             | Лют.             | Бер.             | Квіт.            | Трав.            | Черв.            | Лип.             | Серп.            | Вер.             | Жовт.            | Лист.            | Груд.            |                  |
| Середній максимум, °C                         | 6,65             | 8,37             | 12,73            | 17,02            | 21,59            | 24,68            | 23,63            | 23,06            | 19,44            | 14,67            | 9,19             | 5,02             |                  |
| Середня температура, °C                       | 0,48             | 2,20             | 6,54             | 10,82            | 15,42            | 18,51            | 20,25            | 19,66            | 16,05            | 11,27            | 5,81             | 1,64             |                  |
| Середній мінімум, °C                          | −5,71            | −3,98            | 0,38             | 4,65             | 9,24             | 12,34            | 16,86            | 16,29            | 12,68            | 7,89             | 2,43             | −1,76            |                  |
| Норма опадів, мм                              | 61               | 59               | 68               | 81               | 85               | 97               | 89               | 91               | 91               | 94               | 100              | 78               |                  |
| Середньомісячна швидкість вітру, м/с          | 1.76             | 1.92             | 2.31             | 2.20             | 2.03             | 1.85             | 1.80             | 1.70             | 1.68             | 1.75             | 1.82             | 1.83             |                  |
| Середньомісячна сонячна радіація, кДж/м²·день | 4270             | 7073             | 10703            | 15139            | 19378            | 21370            | 22543            | 19493            | 14466            | 9018             | 4789             | 3520             |                  |
| --------------------------------------------- | ---------------- | ---------------- | ---------------- | ---------------- | ---------------- | ---------------- | ---------------- | ---------------- | ---------------- | ---------------- | ---------------- | ---------------- | ---------------- |
| Джерело:                                      |                  |                  |                  |                  |                  |                  |                  |                  |                  |                  |                  |                  |                  |